# LGBT práva v Černé Hoře

Duhová mapa Černé Hory

Lesby, gayové, bisexuálové a translidé (LGBT) se mohou v Černé Hoře setkávat s právními obtížemi, s nimiž zbytek obyvatel nemá zkušenosti. Mužská i ženská stejnopohlavní sexuální aktivita je v Černé Hoře sice legální, ale domácnostem tvořeným páry stejného pohlaví se nedostává stejné právní ochrany jako heterosexuálním manželům.
Diskriminace jiných sexuálních orientací a genderových identit je zakázaná v zaměstnání, přístupu ke zboží a službám, jakož i ve školství a zdravotnictví. Černá Hora taktéž trestá homofobní a transfobní trestné činy a projevy nenávisti. Asociace ILGA-Europe řadí Černou Horu ze sledovaných 49 evropských zemí na 11. místo z hlediska jejího přístupu k LGBT inkluzivní politice. Navzdory platným zákonům je tamní společnost méně akceptující. Případy anti-LGBT diskriminace navíc často nebývají zdokumentovány.

## Legální stejnopohlavní sexuální styk
Stejnopohlavní sexuální styk je v Černé Hoře legální od r. 1977 se stejným legálním věkem způsobilosti k pohlavnímu styku stanoveným pro všechny orientace na 14 let.

## Stejnopohlavní soužití
Stejnopohlavní manželství je v Černé Hoře ústavně zakázané.
Dne 13. listopadu 2012 oznámil černohorský premiér Duško Marković, že jeho vládní kabinet zamýšlí přípravu návrhu zákona, který by dal homosexuálním svazkům určitý právní status. Ministerstvo pro lidská práva a práva menšin pak následně předložilo vlastní návrh zákona o registrovaném partnerství, který by stejnopohlavním párům přiznal některá práva a povinnosti vyplývající z manželství, vyjma rodičovství a pěstounské péče. Srbská pravoslavná církev a Demokratická fronta vyjádřily nesouhlas s přijetím zamýšlené legislativy s odkazem na tradiční křesťanské hodnoty a rodinu.
 27. prosince 2018 zaujala černohorská vláda souhlasné stanovisko s návrhem zákona o registrovaném partnerství s tím, že v případě přijetí se o rok později stane účinným. Návrh byl parlamentu předložen 24. ledna následujícího roku. 27. února 2019 jej podpořil parlamentní výbor pro lidská práva. 31. července 2019 byl pak návrh odmítnut části politického spektra reprezentovaného Demokratickou frontou, a to v poměru hlasů 38:4 a 39 zdrženími se. Pro přijetí bylo zapotřebí minimálně 41 hlasů. Koaliční Demokratická strana socialistů Černé Hory, Sociální demokracie Černé Hory a Liberální strana Černé Hory byly sice pro přijetí, ale nepodařilo se jim přehlasovat opozici.
Dne 12. prosince 2019 se černohorská vláda pokusila prosadit legalizaci stejnopohlavních svazků znovu a sepsala svojí novou verzi zákona o registrovaném partnerství. Parlament se jí pak začal zabývat 14. ledna 2020. 18. června 2020 jej opět podpořil parlamentní výbor pro lidská práva. 1. července 2020 byl návrh zákona o registrovaném partnerství přijat černohorským parlamentem. Pro hlasovalo 42 poslanců, 5 bylo proti a 34 se zdrželo. Návrh podpořila Demokratická strana socialistů Černé Hory, Sociální demokracie Černé Hory (vyjma jednoho poslance), Liberální strana Černé Hory a jeden poslanec za DEMOS. Proti byly opozice a tři politické strany reprezentující etnické minority, tedy Chorvaty, Bosňany a Albánce. Dne 3. července 2020 byl zákon podepsán černohorským prezidentem Milo Dukanovičem a čtyři dny později, tedy 7. července 2020 publikován v promulgační listině. Platným se stal osmý den po svém zveřejnění a o rok později se stane také účinným.

## Právní ochrana
Dne 27. července 2010 Parlament Republiky Černá Hora přijal antidiskriminační zákon, který zahrnuje sexuální orientaci a genderovou identitu jako zakázanou formu diskriminace. Tímto krokem země splnila jeden z nezbytných požadavků ke vstupu do EU. Gayům a lesbám není zakázána služba v armádě.

## Společenský život
Gayové a lesby se můžou setkávat v Černé Hoře s diskriminací a harassmentem (obtěžováním). Homofobní postoje a předsudky jsou ve zdejších lidech stále zakořeněny.

### Gay kultura
Gay scéna je zde velmi málo rozvinutá. První festival hrdosti v Černé Hoře se konal 24. července 2013 v pobřežním městě Budva, což u veřejnosti vyústilo v různé reakce na účastníky pochodu. 20. října 2013 se další gay pride konal v hlavním městě Podgorica, kde násilí ze strany antigay protestujících bylo odráženo policií.

## Souhrnný přehled
| Legální stejnopohlavní styk                                                            | (1977)                     |
| Stejný věk legální způsobilosti k pohlavnímu styku pro obě orientace                   | (1977)                     |
| Antidiskriminační zákony v zaměstnání                                                  | (2010)                     |
| Antidiskriminační zákony v přístupu ke zboží a službám                                 | (2010)                     |
| Antidiskriminační zákony v ostatních oblastech (homofobní urážky, zločiny z nenávisti) | (2010)                     |
| Stejnopohlavní manželství                                                              | (Ústavní zákaz od r. 2007) |
| Jiná forma stejnopohlavního soužití                                                    | (2021)                     |
| Adopce dítěte partnera                                                                 | No                         |
| Společná adopce dětí homosexuálními páry                                               | No                         |
| Gayové a lesby smějí otevřeně sloužit v armádě                                         | Yes                        |
| Možnost změny pohlaví                                                                  | Nutnost sterilizace        |
| Přístup k asistované reprodukci pro lesbické ženy                                      | No                         |
| Náhradní mateřství pro gay páry                                                        | No                         |
| MSM smějí darovat krev                                                                 | No                         |